# Хинцвајлер
Хинцвајлер (њем. Hinzweiler) општина је у њемачкој савезној држави Рајна-Палатинат. Једно је од 98 општинских средишта округа Кузел. Према процјени из 2010. у општини је живјело 404 становника. Посједује регионалну шифру (AGS) 7336042.

## Географски и демографски подаци
Хинцвајлер се налази у савезној држави Рајна-Палатинат у округу Кузел. Општина се налази на надморској висини од 208 метара. Површина општине износи 5,3 km². У самом мјесту је, према процјени из 2010. године, живјело 404 становника. Просјечна густина становништва износи 76 становника/km².